# Nemastoma schuelleri
Nemastoma schuelleri is een hooiwagen uit de familie aardhooiwagens (Nemastomatidae).